# Alan Silvestri
Alan Anthony Silvestri (New York, 1950. március 26. –) Grammy- és kétszeres Primetime Emmy-díjas amerikai zeneszerző, karmester.

## Életút
Silvestri nagyszülei 1908-ban vándoroltak ki Castell'Alfero nevű olasz városból és telepedtek le Teaneckben.
Alan Silvestri 1950. március 26-án született New Yorkban. Apja második generációs olasz, anyja pedig második generációs ír emigráns. Születése után nem sokkal a pár mérföldre található Teaneckbe költöztek. Silvestri New Jerseyben nevelkedett és tanult. Háromévesen kezdett el dobolni. Az 1960-as években tagja volt a gimnáziumi zenekarnak és több hangszeren is tanult játszani (dob, klarinét, szaxofon, fagott és fafúvósok). 14 évesen kezdett el gitározni, 15 évesen döntötte el, hogy a zenélés lesz a hivatása, de ekkor még jazz-zenészként képzelte el jövőjét. Nagy rajongója volt a híres jazzgitárosnak, Wes Montgomerynek. 1967-ben megalapította első zenekarát, a The South Winds Triót, ő volt a gitáros. 1968-ban a gimnázium befejezte után jelentkezett Bostonba a Berklee College of Musicba. Játszott a főiskola gitáregyüttesében.

## Zenei pályafutása
Filmes és televíziós zeneszerzői pályafutását az 1972-es a The Doberman Gang c. akciófilm zeneszerzésével kezdte. A méltán híres filmzeneszerző leggyakrabban Robert Zemeckis rendezővel dolgozott együtt olyan kasszasikert jelentő filmeken, mint a Vissza a jövőbe trilógia, a Temetetlen múlt, a Forrest Gump, Kapcsolat, a Számkivetett. Sokféle stílusban kipróbálta magát a vígjátékoktól kezdve az akciófilmeken át a sci-fi-ig. Oscar-díj jelölést kapott a Forrest Gump zenéjéért. 1995-ben a Berklee College Of Music doktorává avatták. 2002-ben megkapta a Henry Mancini-díjat az American Society of Composers and Performers-től addigi munkásságáért.

## Filmzenéi
| - Bosszúállók: Végjáték (2019) - Bosszúállók: Végtelen háború (2018) - Ready Player One (2018) - Kötéltánc (2015) - Éjszaka a múzeumban – A fáraó titka (2014) - Croodék (2013) - RED 2. (2013) - Kényszerleszállás (2012) - Bosszúállók (2012) - A szupercsapat (2010) - Amerika Kapitány: Az első bosszúálló (2011) - Éjszaka a múzeumban 2. (2009) - Karácsonyi ének (2009) - G. I. Joe: A kobra árnyéka (2009) - Beowulf – Legendák lovagja (2007) - Éjszaka a múzeumban (2006) - Vadkaland (2006) - Van Helsing (2004) - Polar Expressz (2004) - Azonosság (2003) - Lara Croft: Tomb Raider 2. – Az élet bölcsője (2003) - Álmomban már láttalak (2002) - Lilo és Stitch – A csillagkutya (2002) - Stuart Little, kisegér 2. (2002) - A múmia visszatér (2001) - Showtime - Végtelen és képtelen (2001) - Szerelem a végzeten (2001) - A mexikói (2001) | - Mi kell a nőnek? (2000) - Számkivetett (2000) - Temetetlen múlt (2000) - Hulla, hó, telizsák (2000) - Nem kutya (2000) - Stuart Little kisegér (1999) - Furcsa pár 2. (1998) - Átkozott boszorkák (1998) - Apád-anyád idejöjjön! (1998) - Tűzhányó (1997) - Utánunk a tűzözön (1997) - Örömapa 2 (1995) - Dredd bíró (1995) - Forrest Gump (1994) - Időzített bomba (1994) - Állj, vagy lő a mamám! (1992) - Több mint testőr (1992) - Az agyamra mész! (1991) - Visszakézből (1991) - Philadelphiai zsaru (1990) - Ragadozó 2. (1990) - Vissza a jövőbe 3. (1990) - Vissza a jövőbe 2. (1989) - A mélység titka (1989) - Marslakó a mostohám (1988) - Roger nyúl a pácban (1988) - Szemérmetlen szerencse (1987) - A vasmacska kölykei (1987) - Predator (1987) - Vissza a jövőbe (1985) |